# Ugrofinski narodi
Ugrofinski narodi je jedna od dviju glavnih grana Uralskih naroda naseljenih od današnje Finske pa na istok do Oba. Ugrofinci se dalje dijele na ugarski i finski ogranak, od kojih se svaki sastoji od nekoliko naroda. Svih skupa naroda koji govore ugrofinskim jezicima moglo bi biti oko 24.000.000, od kojih većina živi u Finskoj, Mađarskoj i Estoniji, te po manjim enklavama u drugim državama, osobito Rusiji. 

## Klasifikacija
A) Ugrofinski narodi
a) Finski narodi
a 1.) Baltofinski narodi
- Livonci
- Estonci
- Voti
- Finci (uključuju često takozvane Ingrijske Fince. Finsko ime uz ingrijsko sebi su uzeli oni Ingri koji su se pred ruskim pogromom morali iseliti iz Rusije u Finsku, jedini način je bio da se izjašnjavaju kao Finci)
- Ižori ili Ingri.
- Karelijci
- Vepsi

a 2.) Saami ili Lapi
a 3.) Povolški Finci
- Mordvini (sastoje se od Erzjana, Mokši, Terjuhane, Karatai)
- Mari
- Merja
- Meščera
- Muroma.

a 4.) Permjački Finci
- Udmurti ili Votjaki
- Komi
  - Zirjani
  - Permjački Finci
  - Komi-jazvanci

b) Ugarski narodi
b 1.) Opski Ugri
- Hanti (Ostjaci). Sebe nazivaju hanty i kantyk; 22.521 (1989)
- Mansi (Voguli), 8474 (1989.). Sebe nazivaju mansi (pl. mansit,  mäns). Između Urala i Oba.

b 2.) Mađari i njihove podgrupe.

## Populacija
Najbrojniji narodi iz ugro-finske skupine su Mađari (14.800.000), Finci (5.700.000), Mordvini (1.200.000) i Estonci (1.000.000). Mađari, Finci i Estonci žive većinom u svojim državama: Mađarskoj, Finskoj i Estoniji. Neki iz Ugro-finske skupine naroda žive u autonomnim ruskim republikama. Karelijci u Kareliji, Komi u Komi, Udmurti u Udmurtiji, Mordvini u Mordoviji, a Hanti i Mansi u Hantijsko-mansijskom autonomnom okrugu u Rusiji.

## Vanjske poveznice
- Finno-Ugric People